# C/1992 J1 (Spacewatch)
C/1992 J1 (Spacewatch) est une comète non périodique découverte le 1er mai 1992 par David Rabinowitz. L'orbite de cet astre fut calculée par Nakano. C'est la comète du Système solaire connue qui s'éloigne le plus du Soleil, atteignant à son aphélie la distance de 154 202 UA, soit 2,44 années lumière.
Ce fut aussi la toute première comète découverte par le projet Spacewatch et le tout premier corps détecté avec le système automatique.

## Histoire

### Découverte

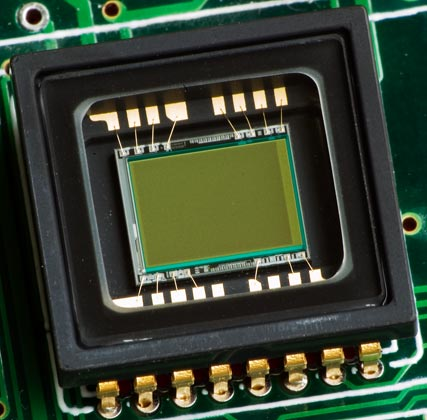
Capteur CCD.

La plupart des théories avancèrent que le nuage d'Oort devrait avoir une limite de 44 000 UA, voire 100 000 UA mais aucune comète ne semblait être connue pour dépasser cette distance. Cependant, un petit corps dénommé C/1992 J1 fut découvert en 1992.
En 1980 fut lancé Spacewatch, un projet de l’université d'Arizona qui est spécialisé dans l’étude des corps mineurs. En 1989, les membres du projet commencèrent la recherche au moyen d'un système automatique de détection de corps célestes.
C/1992 J1 fut la première comète découverte avec ce système. On utilisa un capteur photographique CCD 2Kx2K pour la détecter.
Toutefois l'astéroïde (11885) Summanus) fut découvert plus tôt avec cette méthode le 5 septembre 1990.

### Observations

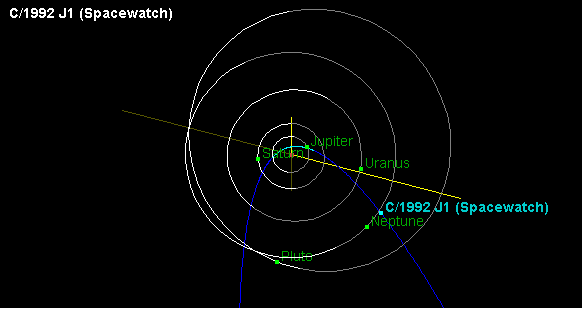
Orbite de C/1992 J1 vue du système solaire externe.

Les premières observations furent effectuées le 1er mai 1992  par David Rabinowitz dans le cadre du projet Spacewatch. Cette découverte fut possible car l'astre s'approchait de son point le plus proche du Soleil. Cependant son périhélie n'a pas donné l'occasion d'avoir plus d'informations et l'orbite de la comète l’amenant aux confins du système solaire (période orbitale de ~21,4 millions d'années), il n'y aura sans doute aucune autre information à son sujet.
Elle était au plus près du Soleil le 5 septembre 1993. On put l'observer durant deux ans mais le 2 février 1995, la comète fut trop loin de la Terre pour que l'on puisse l'observer. Il y eut au total 214 observations du corps durant 1007 jours.
Contrairement aux comètes périodiques que l'on retrouve souvent dans notre ciel comme la comète de Halley qui s'approche assez souvent de la Terre, cette comète ne va réapparaître que dans 21,4 millions d'années.

### Désignation
Avant le 1er janvier 1995, les comètes recevaient une désignation provisoire constituée par l'année de la découverte suivie d'une lettre en minuscule correspondant à l'ordre de la découverte. Cependant, cette comète reçu une dénomination correspondant à la nomenclature d'après 1er janvier 1995, plus simple en raison du nombre important de découverte de corps mineurs.
Ainsi pour C/1992 J1 (Spacewatch) :
- C/ indique qu'il s'agit d'une comète à longue période (éventuellement non périodique).
- 1992 indique que la comète a été découverte en 1992.
- J indique qu'elle a été découverte au cours de la première quinzaine de mai.
- 1 indique qu'il s'agit de la première comète découverte au cours de cette période.
- Spacewatch est le nom du projet ayant permis sa découverte.

## Caractéristiques

### Orbite

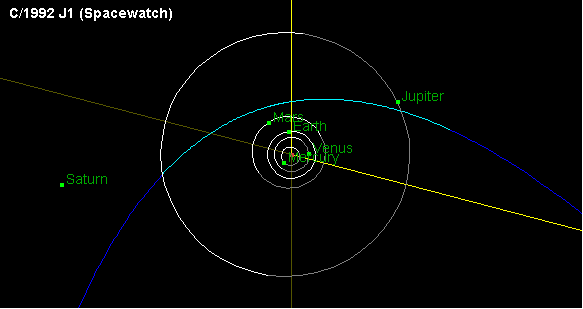
Orbite de la comète dans le système solaire interne.

Le demi-grand axe de l'orbite de C/1992 J1 est d'environ 77 102 ua. Ce demi-grand axe se trouve en plein milieu du nuage d'Oort et est d'une très rare importance. Mais du fait de l'excentricité très prononcée de cette orbite, la distance entre la comète et le Soleil varie entre 3 ua au périhélie et 154 202 ua à l'aphélie. Par l'application brute de la 3e loi de Képler, on déduit qu'une année de ce corps vaut 21,4 millions d'années terrestres .
Durant son voyage, elle traverse la ceinture principale, les centaures, la ceinture de Kuiper, le nuage de Hills et le nuage d'Oort. Elle possède le plus grand demi-grand axe connu dans le système (77 102 ua ce qui équivaut à 1,22 année-lumière). Une fois passé la ceinture de Kuiper vers 50 UA, elle se heurte à l'influence des géantes gazeuses, en particulier Neptune, et accélère sa course à l'intérieur du système solaire par l'influence gravitationnelle des géantes.
La comète possède une inclinaison sur le plan de l'écliptique 124,318 7°. Son excentrique est de 0,999961. Cette inclinaison est importante en comparaison à d'autres corps comme Pluton qui est à 17,141 75° où des orbites des planètes classiques qui sont quasi circulaires et coplanaires de l'écliptique (seule Mercure possède une orbite inclinée (7°}) et excentrique (0,2) de manière significative).
Certaines théories affirment que des comètes pourraient se trouver encore plus loin, à plus de 200 000 UA,. Cependant, situées aux limites de la sphère d'influence gravitationnelle du Soleil, de telles comètes seraient soumises à des perturbations d'origine stellaire, susceptibles de les expulser du nuage d'Oort, soit vers l'extérieur.
Parmi ces comètes certaines ont une orbite calculée à une distance bien plus grande. C'est le cas de la comète C/2008 C1, qui d'après le site Jet Propulsion Laboratory de la NASA, aurait un aphélie de 312 174 ua, ce qui place ce point en dehors du système solaire. Cependant, cette valeur correspondant à celle de l'orbite osculatrice, c'est-à-dire que c'est un point mathématique correspondant à l'extrapolation du mouvement de l'objet à une date donnée, point par lequel l'objet ne passera pas forcément réellement si son orbite est perturbée (à une telle distance, l'influence des objets hors du système solaire, en l'occurrence des autres étoiles les plus proches, ne sont plus négligeables et la comète quitterait probablement le système solaire : vue depuis le système solaire, l'orbite (osculatrice) serait alors hyperbolique avec un aphélie mathématiquement négatif). De plus, la marge d'erreur des paramètres orbitaux est très importante et sa distance maximal du Soleil est très incertaine.

### Survie de la comète

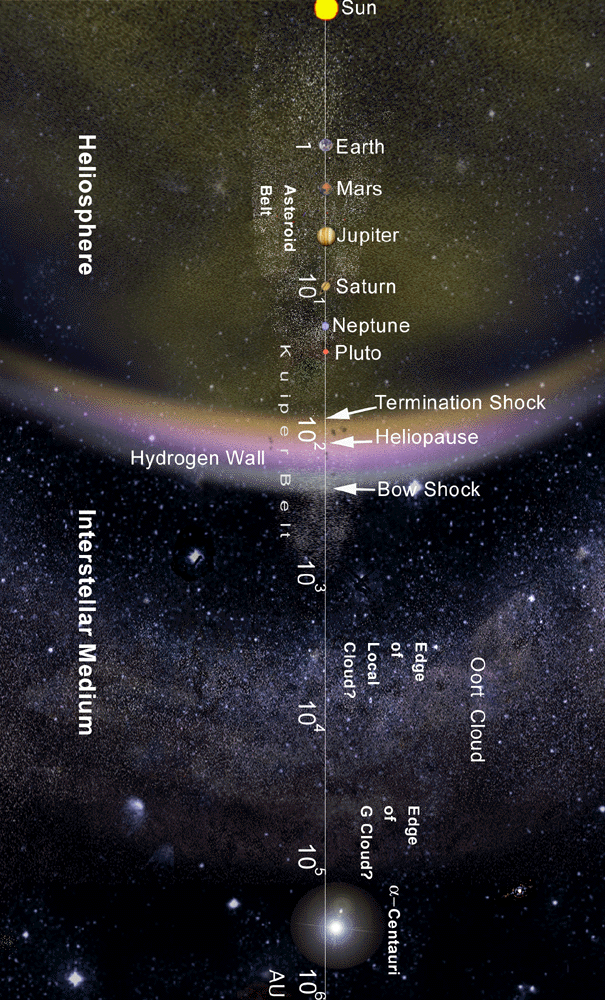
C/1992 J1 voyage jusqu'à la ceinture d'astéroïde, ici notée asteroid belt.

Quand C/1992 J1 s'approche du soleil, avec l'effet du vent solaire, de la pression de radiation et de la gravitation, elle perd de sa matière.
Seulement 10 % des comètes à longues périodes peuvent survivre à plus de 50 passages, tandis que seulement 1 % d'entre elles survivent plus de 2 000 passages.
S’agissant d'une comète de longue période, sa durée de vie est donc a priori limitée. Cependant, son excentricité extrême pourrait lui permettre de ne pas être détruite : en effet, si la comète ne s'échappe pas du Système solaire, son orbite actuelle rend ses passages dans les zones intérieures extrêmement rares : sa période actuelle (c'est-à-dire à nouveau celle correspondant à son orbite osculatrice) dépasse les 20 millions d'années. Si l'on suppose, bien que ce soit physiquement impossible, une orbite non perturbée sur cette période, cinquante passages équivalent à environ 1 milliard d'années ; et 2 000 passages à plus de 40 milliards d'années, presque 10 fois l'âge du Système solaire et le triple de l'âge actuel de l'Univers.

### Site internet
- (en) Page C/1992 J1 SPACEWATCH sur le site JPL Nasa.
- (en) Page sur les comètes Spacewatch
- (en) Comets-asteroids.findthedata
- (en) Détail sur la comète
- (en) Caractéristiques et simulation d'orbite de C/1992 J1 dans la JPL Small-Body Database.

### Logiciel
- (fr) "Apprendre L'astronomie" par les auteurs de Redshift"
- (fr) "Redshift"